# Croix keynésienne

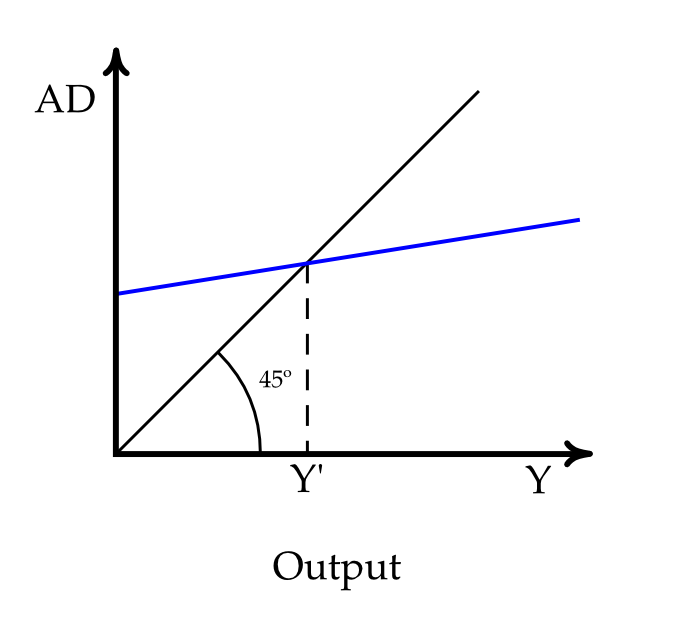
Figure 1 : Croix keynésienne. Puisque la demande est supérieur à l'offre à droite du point où les deux lignes se rencontrent et il y a un surplus d'offre à gauche du point, l'économie décrite par le schéma tend toujours vers ce point. L’écart entre le niveau réel du PIB et son niveau potentiel (la production potentielle) est appelé l’écart de production.

La croix keynésienne est un modèle économique qui analyse l'activité économique en fonction du lien entre la demande agrégée et la production. 

## Concept
La croix keynésienne est un modèle très simple qui explique l'idée principale du keynésianisme.
Elle permet d'analyser l'économie par une droite de 45 degrés. L'ordonnée de la figure représente la demande agrégée ({\displaystyle AD}), l'abscisse représente la production (Yield, en anglais). Sur la ligne de 45 degrés, les valeurs de la demande agrégée et de la production sont égales, alors la ligne de 45 degrés est exprimée sous la forme de {\displaystyle AD=Y}. 
La ligne bleu de la figure 1 représente la courbe de la demande agrégée, qui est exprimée sous la forme ci-dessous:
{\displaystyle AD=C+G+I+X-M}
où :
- {\displaystyle C}：Consommation
- {\displaystyle G}：Dépenses publiques (Government expenditure en anglais)
- {\displaystyle I}：Investissement
- {\displaystyle X}：Exportation
- {\displaystyle M}：Importation

Le modèle est proprement keynésien car il considère qu'une chute de la demande déplace la courbe bleue plus bas, réduisant ainsi la production. La production est donc bien liée à la demande effective, conformément à la théorie keynésienne. Une augmentation de l'épargne, et donc une réduction de la consommation, appauvrit donc le pays (paradoxe de l'épargne).

## Débats et critiques
La croix keynésienne est un modèle keynésien, qui analyse l'économie à court terme, alors l'indice des prix est considéré comme une constante. Lorsque la masse monétaire augmente, les entreprises ne font pas d'ajustement par les prix, mais par les quantités, jusqu'au moment où l'économie atteint le point de plein emploi des facteurs de production. Avec la condition, parce qu'il y a l'excès de la demande sur l'offre à droite du point où les deux lignes se croisent et il y a l'excès de l'offre sur de la demande à gauche au point, l'économie qui est exprimée par la figure se déplace toujours vers le point.